# Альтеро Маттеолі
Альтеро Маттеолі (італ. Altero Matteoli; 8 вересня 1940, Чечина, Тоскана — 18 грудня 2017) — італійський юрист і політик.

## Життєпис
Працював бухгалтером і підприємцем, входив до ради Кастельнуово-ді-Гарфаньяна і Ліворно.
Маттеолі почав свою політичну діяльність у лавах Італійського соціального руху. Наприкінці 1980-х років був одним з найближчих соратників Джанфранко Фіні, лідера Італійського соціального руху і Національного альянсу.
З 1983 року був членом Палати депутатів, з 2006 року входить до Сенату.
У першому уряді Сільвіо Берлусконі (1994–1995) був міністром навколишнього середовища. Цю ж посаду він обіймав у 2001–2006 роках після перемоги Народу свободи і її партнерів по коаліції на дострокових виборах у 2008 році, він увійшов до Ради міністрів як міністр інфраструктури. Обіймав цю посаду до 2011 року.